# Яр (Днепропетровская область)
Яр (укр. Яр, до 2024 года — Червоный Яр) — село, Марье-Дмитровский сельский совет, Софиевский район, Днепропетровская область, Украина.
Код КОАТУУ — 1225284113. Население по переписи 2001 года составляло 88 человек.

## Географическое положение
Село Червоный Яр находится на расстоянии в 1 км от села Червоное Поле и в 2-х км от села Вербовое. По селу протекает пересыхающий ручей с запрудой.

## Известные люди
В селе родился Герой Советского Союза Николай Карпенко.